# Batalha de Hulluch
A Batalha de Hulluch foi uma batalha ocorrida durante a Primeira Guerra Mundial, de 27 a 29 de abril de 1916 , entre o Reino Unido - representado pela 16ª Divisão Irlandesa pertencente ao 19º Corpo de Exército Britânico - e o Império Alemão.
O conflito ficou conhecido por causa do uso de gás venenoso por parte dos alemães. Hulluch foi uma das batalhas em que mais se utilizou o ataque com gás na Primeira Guerra.
O Regimento Irlandês Royal Inniskilling Fusiliers, sofreu na noite de 27 de abril um ataque alemão com gás cloro fortemente concentrado, perto da aldeia de Hulluch, uma milha ao norte de Loos.